# Tetilla radiata
Tetilla radiata är en svampdjursart som beskrevs av Emil Selenka 1879. Tetilla radiata ingår i släktet Tetilla och familjen Tetillidae.
Artens utbredningsområde är havet utanför Brasilien. Inga underarter finns listade i Catalogue of Life.